# Европейский комиссар
Европейский комиссар (Еврокомиссар) — один из 27 членов Европейской комиссии, возглавляемой Председателем Европейской комиссии.
Каждый комиссар отвечает за определённую область деятельности Евросоюза. В терминах национальных правительств Европейский комиссар является аналогом министра.

## Комиссарские портфели
Составление и распределение портфелей определяется председателем комиссии и не всегда соответствует её департаментам (генеральным директоратам). На 2010 год имеются следующие портфели:
- председатель Европейской комиссии;
- верховный представитель Союза по иностранным делам и политике безопасности;
- комиссары по вопросам юстиции и равенству;
- комиссар по вопросам конкуренции;
- комиссар по транспорту;
- комиссар по цифровым технологиям;
- комиссар по вопросам промышленности и предпринимательства;
- комиссар по межинституциональным отношениям и административным делам;
- комиссар по охране окружающей среды;
- комиссар по экономическим и финансовым вопросам;
- комиссар по развитию;
- комиссар по внутреннему рынку и сфере услуг;
- комиссар по образованию, культуре, многоязычию и делам молодежи;
- комиссар по налогообложению и таможенному союзу, аудиту и борьбе с мошенничеством;
- комиссар по торговле;
- комиссар по здравоохранению и правам потребителей;
- комиссар по исследованиям, инновациям и науке;
- комиссар по бюджету и финансовым программам;
- комиссар по морским делам и рыболовству;
- комиссар по энергетике;
- комиссар по региональной политике;
- комиссар по вопросам климата;
- комиссар по расширению и политике соседства;
- комиссар по вопросам занятости, социальным вопросам и политике социальной интеграции;
- комиссар по внутренним делам;
- комиссар по международному сотрудничеству, гуманитарной помощи и кризисному реагированию;
- комиссар по сельскому хозяйству и сельскохозяйственному развитию;
- комиссар по цифровизации и информации.